# Synagoga v Českých Budějovicích
Zaniklá synagoga v Českých Budějovicích stávala do roku 1942, kdy ji zničili nacisté, v ulici F. A. Gerstnera, vedle dnešního justičního paláce.
Na místě novogotické synagogy postavené v letech 1887–1888 podle plánů vídeňského architekta Maxe Fleischera byl v roce 1992 odhalen pomník obětem holokaustu – ruka ve tvaru menory s Davidovou hvězdou. Pomník stojí na travnaté ploše mezi dvěma parkovišti, naproti zimnímu stadionu. Model synagogy je k vidění ve vestibulu přes ulici sídlící energetické společnosti.

## Varhany
Při západní stěně byl umístěn hudební kůr, který v roce 1898 doplnily dvoumanuálové varhany s 13 znějícími rejstříky od varhanáře Karla Eisenhuta:
| I. manuál |           |      |
| 1.        | Bourdon   | 16′  |
| 2.        | Principal | 8′   |
| 3.        | Flöte     | 8′   |
| 4.        | Gamba     | 8′   |
| 5.        | Oktava    | 4′   |
| 6.        | Flöte     | 4′   |
| 7.        | Mixtur    | 2/3′ |

| II. manuál |            |    |
| 8.         | Salicional | 8′ |
| 9.         | Gamba      | 8′ |
| 10.        | Dolce      | 4′ |
| 11.        | Fugara     | 4′ |

| Pedál |           |     |
| 12.   | Subbass   | 16′ |
| 13.   | Oktavbass | 8′  |
| 14.   | Oktav     | 4′  |